# International Association of Financial Executives Institutes
Stowarzyszenie IAFEI (International Association of Financial Executives Institutes) jest apolityczną organizacją non-profit, zrzeszającą instytucje finansistów z różnych krajów. Stowarzyszenie założone w 1969 roku obecnie liczy sobie około 12 000 indywidualnych członków, przede wszystkim CFO. Organizacja  powstała w Szwajcarii, a swój sekretariat ma na Filipinach (Makati City).

## Historia
Pierwszy Międzynarodowy Kongres Dyrektorów Finansowych odbył się w 1969 w Marbelli, w Hiszpanii pod przewodnictwem hiszpańskiego Stowarzyszenia Dyrektorów Finansowych AEEF. Podczas konferencji powstała organizacja z siedzibą w Szwajcarii. Następnie podczas drugiego kongresu (Bruksela 1970) 55 przedstawicieli 15 organizacji sfinalizowało utworzenie stowarzyszenia. Założycielami IAFEI były organizacje zrzeszające finansistów z Argentyny, Australii, Belgii, Francji,Niemiec, Włocj, Meksyku, Peru, Filipin, Hiszpanii, Wielkiej Brytanii oraz Stanów Zjednoczonych i Kanady (obecnie: FEI - Financial Executives International), które odegrały kluczową rolę.

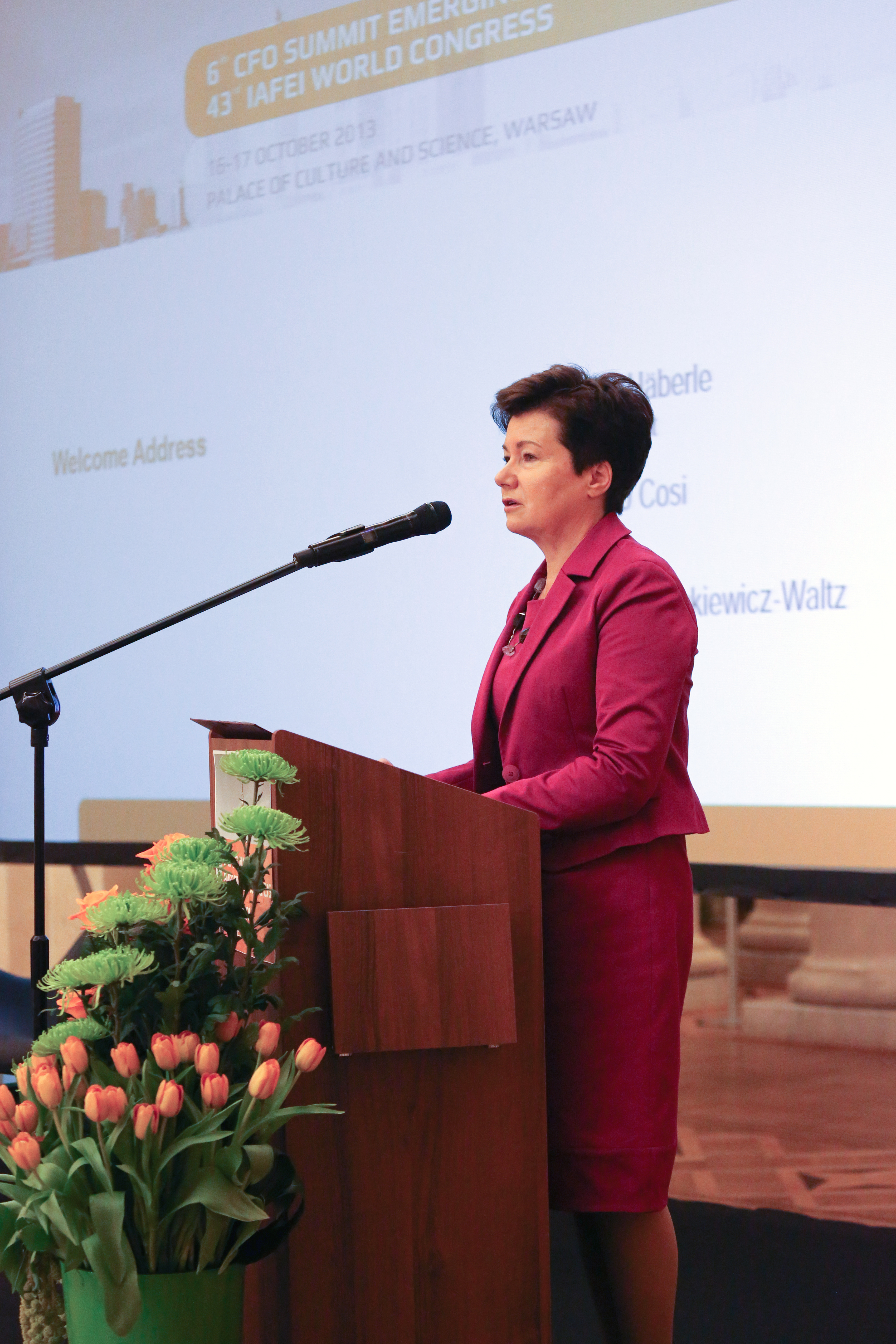
Hanna Gronkiewicz-Waltz, Prezydent Warszawy oraz była prezes Narodowego Banku Polskiego, wita uczestników 43. Światowego Kongresu IAFEI.

## Cele
Celem organizacji jest umożliwienie nawiązywania kontaktów instytucjom członkowskim oraz indywidualnym członkom, zwiększenie świadomości i zrozumienia stosowanych praktyk finansowych oraz ich usprawnianie, a także promowanie zasad etyki i dobrych praktyk w zarządzaniu finansami na całym świecie.
Światowy Kongres IAFEI (IAFEI World Congress) odbywa się co roku począwszy od 1969. Każdego roku Kongres organizowany jest w innym kraju, na innym kontynencie, przez inną organizację członkowską, która w imieniu IAFEI pełni funkcję gospodarza. 43. Światowy Kongres IAFEI odbył się w połączeniu z 6. CFO Summit Emerging Europe & CIS 16-17 października 2013 w Warszawie. 44. Kongres IAFEI zostanie zorganizowany w październiku 2014 w Manili pod przewodnictwem filipińskiego Stowarzyszenia Dyrektorów Finansowych FINEX.

## Organizacje członkowskie
- ÖPWZ Forum Finanzen, Austria
- Financial Executives Institute of Belgium (FEIB), Belgia
- China Association of Chief Financial Officers (CACFO), Chiny
- Financial Executives Institute of Chinese Taiwan (FEI Chinese Taiwan), Tajwan
- Association Nationale des Directeurs Financiers et de Contrôle de Gestion (DFCG), Francja
- Gesellschaft für Finanzwirtschaft in der Unternehmensführung e.V. (GEFIU), Niemcy
- Indonesia Financial Executive Association (IFEA), Indonezja
- Israel Chief Financial Officers Forum, Izrael
- Associazione Nazionale Direttori Amministrativi e Finanziari (ANDAF), Włochy
- Japan Association for Chief Financial Officers (JACFO), Japonia
- Korea Association for Chief Financial Officers (KCFO), Korea Południowa
- Instituto Mexicano de Ejecutivos de Finanzas (IMEF), Meksyk
- Financial Executives Institute of the Philippines (FINEX), Filipiny
- FINEXA - Stowarzyszenie Dyrektorów Finansowych, Polska
- Asociación Espanola de Ejecutivos de Finanzas (AEEF), Hiszpania
- Vietnam Chief Financial Officers Club (VCFO), Wietnam